# Bunodophoron tibellii
Bunodophoron tibellii är en lavart som först beskrevs av Wedin, och fick sitt nu gällande namn av Wedin. Bunodophoron tibellii ingår i släktet Bunodophoron och familjen Sphaerophoraceae.   Inga underarter finns listade i Catalogue of Life.